# Maserati în Formula 1
Producătorul italian de autovehicule Maserati a participat în Campionatul Mondial de Formula 1 sub mai multe forme în anii 1950 și 1960. Perioada de glorie a implicării o reprezintă participarea ca echipă completă de curse între 1950 și 1957, acumulând un succes decent cu piloți ca José Froilán González, Juan Manuel Fangio sau Stirling Moss. Din cele 43 de Mari Premii la care au luat parte, au reușit să câștige 9 și să obțină tot atâtea pole position-uri. Punctul de vârf a venit în sezonul 1957, la finalul căruia Fangio a câștigat titlul mondial la piloți.
Din cauza dificultăților financiare de la sfârșitul anilor 1950, echipa a fost nevoită să se retragă din Formula 1 după 1957. Totuși, implicarea Maserati în Campionatul Mondial a continuat până în 1969, producătorul furnizând șasiuri și motoare echipelor client.

## Istoric

### Officine Alfieri Maserati (1950, 1952-1957)

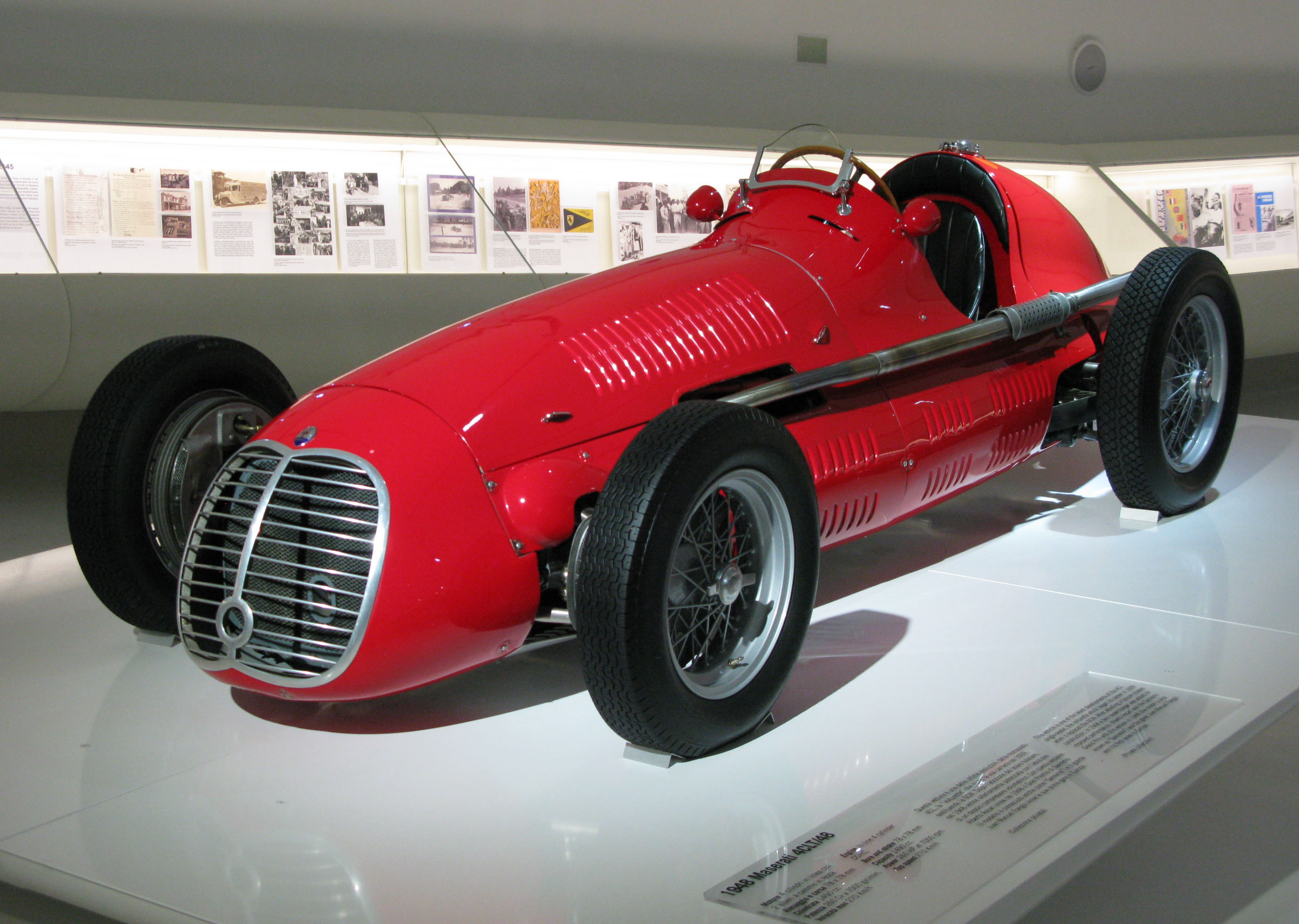
Modelul 4CLT folosit de echipă în.

Modelul Maserati 4CLT din 1948 a fost una dintre primele mașini construite conform noilor regulamente de Formula 1, introduse în 1946, și a fost dezvoltată pornind de la Maserati 4CL din 1938. Designul mai vechi era încă competitiv, în ciuda pauzei din al Doilea Război Mondial, și a fost înscris în întrecerile de Formula 1 când cursele auto au fost reluate după război. Succesul său a încurajat Maserati să dezvolte designul mașinii, iar aceste rafinamente au fost reunite sub numele de 4CLT.
Maserati a intrat chiar în prima cursă a noului Campionat Mondial al Piloților, Marele Premiu al Marii Britanii din 1950, inscriindu-l pe veteranul Louis Chiron în mașina 4CLT a echipei de uzine. Alături de echipa principală, și alți cinci piloți au intrat în cursă cu modelul 4CLT. Mașinile au fost propulsate un motor de 1,5 litri cu patru cilindri în linie. Din cei șapte piloți care au participat în cursă, David Hampshire a reușit cel mai bun rezultat, clasându-se pe locul 9. Următoarea cursă de la Monaco avea totuși să aducă mai mult succes pentru echipă după ce Chiron a încheiat pe locul 3 cursa de acasă.
După ce echipa nu a participat în 1951 și avut apariții sporadice în 1952, a revenit în forță pentru 1953, aducându-l ca pilot component pe campionul din 1951, Juan Manuel Fangio. Maserati a avut performanțe mult mai bune, clasându-se în mod constant în primele 3, iar prima victorie a venit la Marele Premiu al Italiei din 1953. Deși Fangio a început sezonul alături de Maserati, câștigând două din primele trei curse, el a părăsit echipa pentru a se alătura noii înscrise Mercedes-Benz începând cu Marele Premiu al Franței din 1954. Fangio avea să câștige titlul piloților la finalul sezonului.

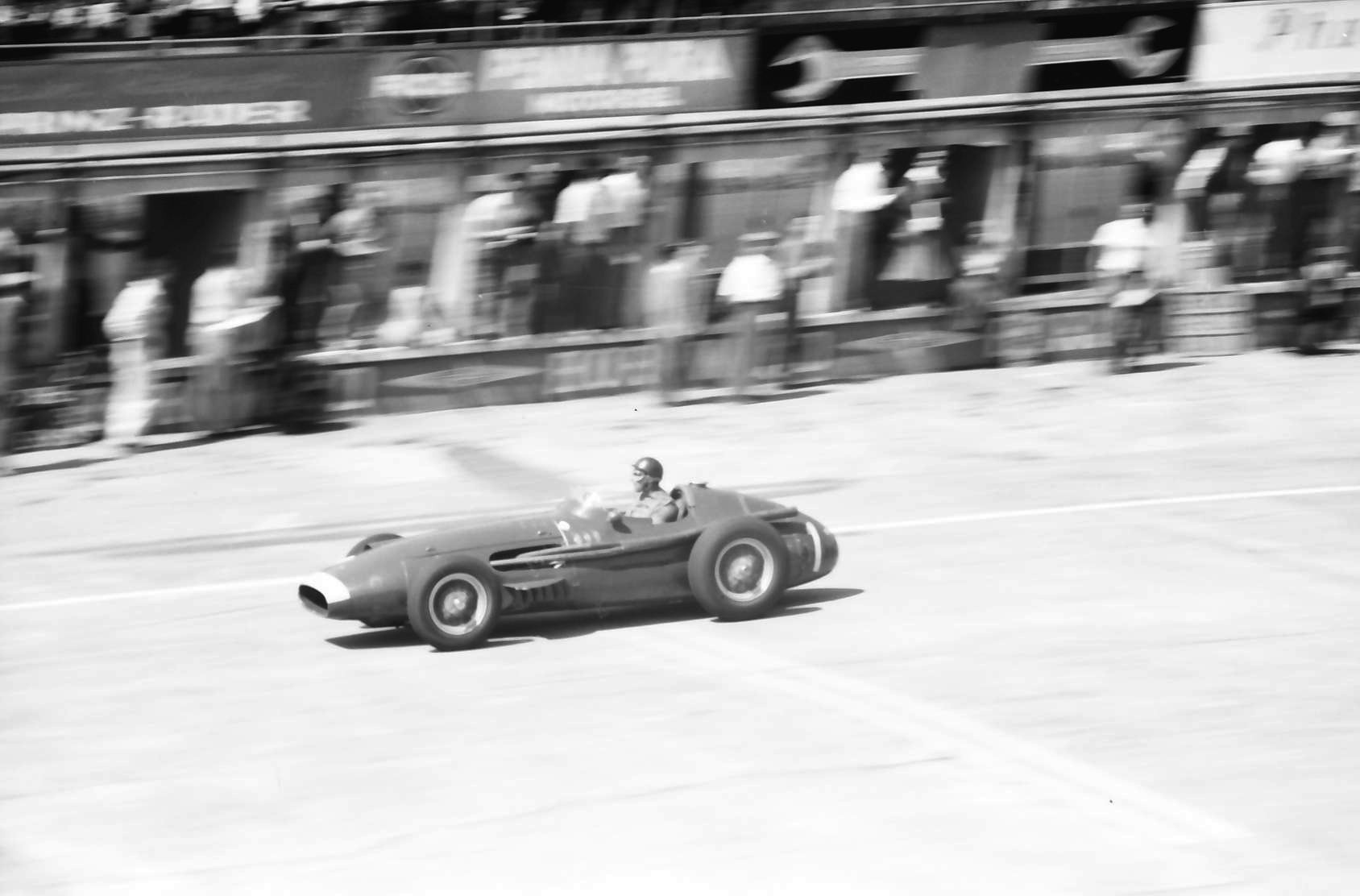
Juan Manuel Fangio la volanul mașinii 250F în.

Sezonul 1955 a fost unul fără realizări mărețe, echipa suferind clar după plecarea lui Fangio și dominarea Mercedes. Britanicul Stirling Moss a fost cooptat pentru 1956, iar rezultate s-au îmbunătățit considerabil, Moss reușind să câștige două curse pe parcursul anului, iar Jean Behra a obținut cinci clasări în top 3. Fangio a revenit la echipă pentru 1957 după ce a câștigat titlul din 1956 cu Ferrari. Conducând modelul 250F, vechi deja de trei ani, Fangio a reușit victorii spectaculoase, inlusiv cea de la Marele Premiu al Germaniei din 1957 când a revenit de la 50 de secunde în spatele liderului pentru a câștiga cursa și titlul mondial.

### Furnizări de șasiuri și motoare echipelor client (1958-1969)
Din cauza dificultăților financiare de la sfârșitul anilor 1950, echipa a fost nevoită să se retragă din Formula 1 în 1958, deși 250F încă avea succes. Ei au continuat să furnizeze mașina 250F piloților privați până în 1960, Bob Drake fiind ultimul pilot care a concurat cu modelul la Marele Premiu al Italiei din 1960.

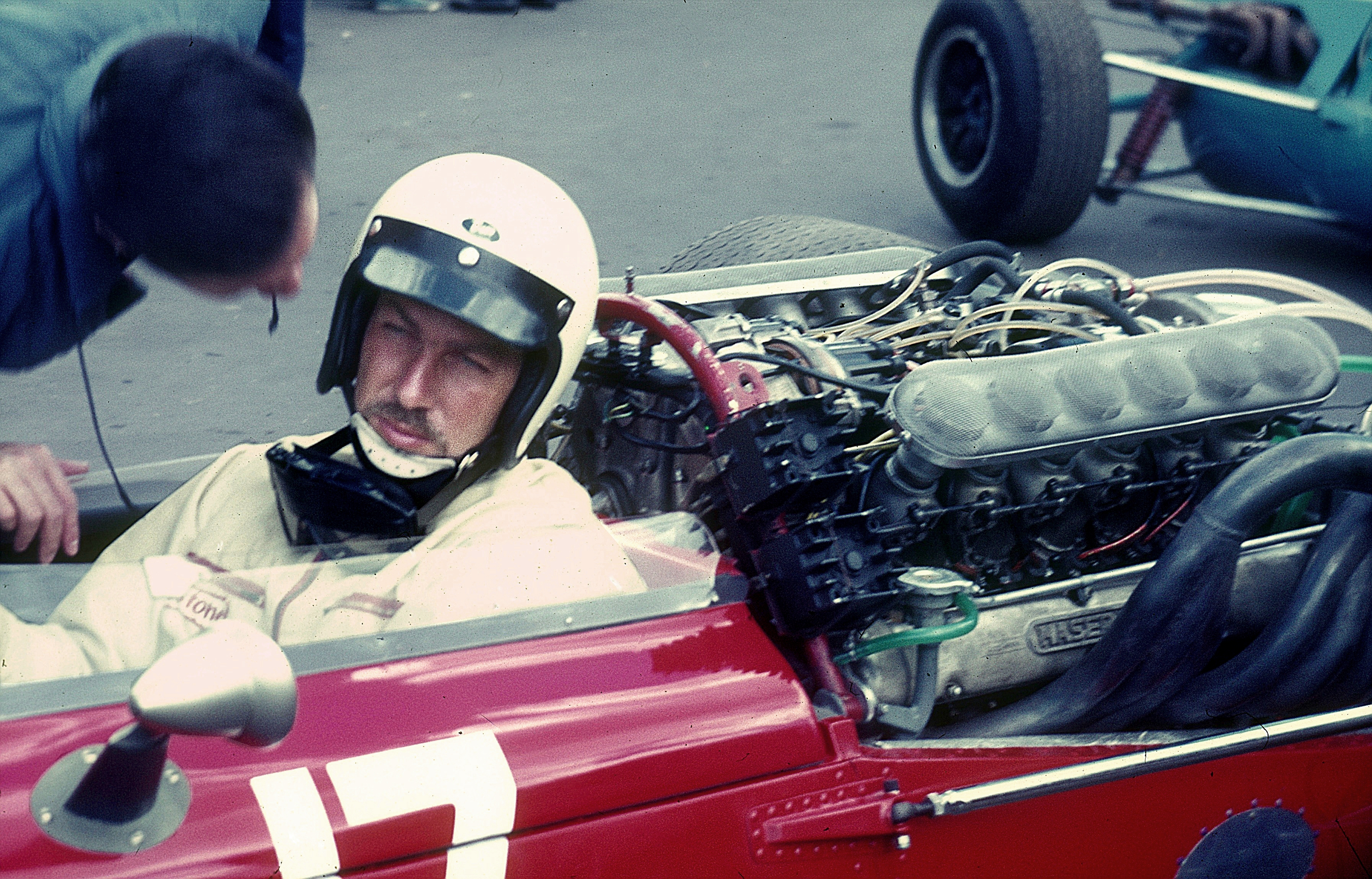
Maserati a furnizat motoare V12 echipei Cooper în anii 1960.

În anii 1960, Maserati a furnizat motoare echipei britanice de Formula 1 Cooper, precum și unui număr de echipe mai mici. Cea mai de succes mașină a acelei colaborări a fost Cooper-Maserati T81, care avea un motor Maserati V12. A câștigat Marele Premiu al Mexicului din 1966 prin John Surtees și Marele Premiu al Africii de Sud din 1967 cu Pedro Rodríguez. Ultima participare de orice fel pentru Maserati în Formula 1 a avut loc la Marele Premiu al Principatului Monaco din 1969, britanicul Vic Elford intrând în cursă cu un Cooper propulsat de motorul Maserati V12.

## Palmares în Formula 1
Acestea sunt rezultatele complete în Campionatul Mondial pentru Officine Alfieri Maserati, echipa de uzină Maserati.
| Legendă      | Legendă                                            |
| Culoare      | Rezultat                                           |
| ------------ | -------------------------------------------------- |
| Auriu        | Câștigător                                         |
| Argintiu     | Locul 2                                            |
| Bronz        | Locul 3                                            |
| Verde        | Alte locuri care punctează                         |
| Albastru     | Alte locuri                                        |
| Albastru     | Nu s-a clasat, dar a terminat cursa (NC)           |
| Purpuriu     | A abandonat cursa (Ab)                             |
| Negru        | Descalificat (DSC)                                 |
| Alb          | Nu a luat startul (NS)                             |
| Roșu         | Nu s-a calificat (NSC)                             |
| Fără culoare | Retras înainte de calificări (Ret)                 |
| Fără culoare | Exclus (EX)                                        |
| Fără culoare | Nu a participat (celulă goală)                     |
| Adnotare     | Însemnătate                                        |
| P            | Pole position                                      |
| R            | Cel mai rapid tur                                  |
| (6)          | Rezultatul nu a fost luat în considerare pentru CM |
| 1            | A împărțit mașina cu unul sau mai mulți piloți     |

| Sezon                                            | Șasiu      | Motor                                        | Pneu | Piloți                | 1    | 2    | 3    | 4   | 5   | 6     | 7   | 8   | 9   | Poz. | Pct. |
| ------------------------------------------------ | ---------- | -------------------------------------------- | ---- | --------------------- | ---- | ---- | ---- | --- | --- | ----- | --- | --- | --- | ---- | ---- |
| 1950                                             | 4CLT/48    | Maserati 4CLT 1,5 L4s                        | P    |                       | GBR  | MCO  | 500  | SUI | BEL | FRA   | ITA | N/A | N/A | —    | —    |
| 1950                                             | 4CLT/48    | Maserati 4CLT 1,5 L4s                        | P    | Louis Chiron          | Ab   | 3    |      | 9   |     | Ab    | Ab  | N/A | N/A | —    | —    |
| 1950                                             | 4CLT/48    | Maserati 4CLT 1,5 L4s                        | P    | Franco Rol            |      | Ab   |      |     |     | Ab    | Ab  | N/A | N/A | —    | —    |
| 1951: Maserati nu a concurat ca echipă de uzină. |            |                                              |      |                       |      |      |      |     |     |       |     |     |     |      |      |
| 1952                                             | A6GCM      | Maserati A6 2,0 L6                           | P    |                       | SUI  | 500  | BEL  | FRA | GBR | DEU   | NLD | ITA | N/A | —    | —    |
| 1952                                             | A6GCM      | Maserati A6 2,0 L6                           | P    | Felice Bonetto        |      |      |      |     |     | DSC   |     | 5   | N/A | —    | —    |
| 1952                                             | A6GCM      | Maserati A6 2,0 L6                           | P    | Franco Rol            |      |      |      |     |     |       |     | Ab  | N/A | —    | —    |
| 1952                                             | A6GCM      | Maserati A6 2,0 L6                           | P    | José Froilán González |      |      |      |     |     |       |     | 2R  | N/A | —    | —    |
| 1953                                             | A6GCM      | Maserati A6 2,0 L6                           | P    |                       | ARG  | 500  | NLD  | BEL | FRA | GBR   | DEU | SUI | ITA | —    | —    |
| 1953                                             | A6GCM      | Maserati A6 2,0 L6                           | P    | Juan Manuel Fangio    | Ab   |      | Ab   | AbP | 2R  | 2     | 2   | 4P  | 1R  | —    | —    |
| 1953                                             | A6GCM      | Maserati A6 2,0 L6                           | P    | José Froilán González | 3    |      | 3    | AbR | 3   | 4R    |     |     |     | —    | —    |
| 1953                                             | A6GCM      | Maserati A6 2,0 L6                           | P    | Felice Bonetto        | Ab   |      | 3    |     | Ab  | 6     | 4   | 4   | Ab  | —    | —    |
| 1953                                             | A6GCM      | Maserati A6 2,0 L6                           | P    | Oscar Gálvez          | 5    |      |      |     |     |       |     |     |     | —    | —    |
| 1953                                             | A6GCM      | Maserati A6 2,0 L6                           | P    | Johnny Claes          |      |      |      | Ab  |     |       |     |     |     | —    | —    |
| 1953                                             | A6GCM      | Maserati A6 2,0 L6                           | P    | Onofre Marimón        |      |      |      | 3   | 9   | Ab    | Ab  | Ab  | Ab  | —    | —    |
| 1953                                             | A6GCM      | Maserati A6 2,0 L6                           | P    | Hermann Lang          |      |      |      |     |     |       |     | 5   |     | —    | —    |
| 1953                                             | A6GCM      | Maserati A6 2,0 L6                           | P    | Sergio Mantovani      |      |      |      |     |     |       |     |     | 7   | —    | —    |
| 1953                                             | A6GCM      | Maserati A6 2,0 L6                           | P    | Luigi Musso           |      |      |      |     |     |       |     |     | 7   | —    | —    |
| 1954                                             | 250F A6GCM | Maserati 250F1 2,5 L6 Maserati A6 2,0 L6     | P    |                       | ARG  | 500  | BEL  | FRA | GBR | DEU   | SUI | ITA | ESP | —    | —    |
| 1954                                             | 250F A6GCM | Maserati 250F1 2,5 L6 Maserati A6 2,0 L6     | P    | Juan Manuel Fangio    | 1    |      | 1P R |     |     |       |     |     |     | —    | —    |
| 1954                                             | 250F A6GCM | Maserati 250F1 2,5 L6 Maserati A6 2,0 L6     | P    | Onofre Marimón        | Ab   |      | Ab   | Ab  | 3R  | NS    |     |     |     | —    | —    |
| 1954                                             | 250F A6GCM | Maserati 250F1 2,5 L6 Maserati A6 2,0 L6     | P    | Luigi Musso           | NS   |      |      |     |     |       |     | Ab  | 2   | —    | —    |
| 1954                                             | 250F A6GCM | Maserati 250F1 2,5 L6 Maserati A6 2,0 L6     | P    | Prințul Bira          | 7    |      |      |     |     |       |     |     |     | —    | —    |
| 1954                                             | 250F A6GCM | Maserati 250F1 2,5 L6 Maserati A6 2,0 L6     | P    | Sergio Mantovani      |      |      | 7    | NS  |     | 5     | 5   | 9   | Ab  | —    | —    |
| 1954                                             | 250F A6GCM | Maserati 250F1 2,5 L6 Maserati A6 2,0 L6     | P    | Alberto Ascari        |      |      |      | Ab  | AbR |       |     |     |     | —    | —    |
| 1954                                             | 250F A6GCM | Maserati 250F1 2,5 L6 Maserati A6 2,0 L6     | P    | Luigi Villoresi       |      |      |      | 5   | Ab  | NS    |     | Ab  |     | —    | —    |
| 1954                                             | 250F A6GCM | Maserati 250F1 2,5 L6 Maserati A6 2,0 L6     | P    | Roberto Mieres        |      |      |      |     |     |       | 4   | Ab  | 4   | —    | —    |
| 1954                                             | 250F A6GCM | Maserati 250F1 2,5 L6 Maserati A6 2,0 L6     | P    | Stirling Moss         |      |      |      |     |     |       | Ab  | 10  | Ab  | —    | —    |
| 1954                                             | 250F A6GCM | Maserati 250F1 2,5 L6 Maserati A6 2,0 L6     | P    | Harry Schell          |      |      |      |     |     |       | Ab  |     |     | —    | —    |
| 1954                                             | 250F A6GCM | Maserati 250F1 2,5 L6 Maserati A6 2,0 L6     | P    | Louis Rosier          |      |      |      |     |     |       |     | 8   |     | —    | —    |
| 1954                                             | 250F A6GCM | Maserati 250F1 2,5 L6 Maserati A6 2,0 L6     | P    | Paco Godia            |      |      |      |     |     |       |     |     | 6   | —    | —    |
| 1955                                             | 250F       | Maserati 250F1 2,5 L6                        | P    |                       | ARG  | MCO  | 500  | BEL | NLD | GBR   | ITA | N/A | N/A | —    | —    |
| 1955                                             | 250F       | Maserati 250F1 2,5 L6                        | P    | Jean Behra            | 6    | 3    |      | 5   | 6   | Ab    | 4   | N/A | N/A | —    | —    |
| 1955                                             | 250F       | Maserati 250F1 2,5 L6                        | P    | Harry Schell          | 6    |      |      |     |     |       |     | N/A | N/A | —    | —    |
| 1955                                             | 250F       | Maserati 250F1 2,5 L6                        | P    | Sergio Mantovani      | 7    |      |      |     |     |       |     | N/A | N/A | —    | —    |
| 1955                                             | 250F       | Maserati 250F1 2,5 L6                        | P    | Luigi Musso           | 7    | Ab   |      | 7   | 3   | 5     | Ab  | N/A | N/A | —    | —    |
| 1955                                             | 250F       | Maserati 250F1 2,5 L6                        | P    | Roberto Mieres        | 5    | Ab   |      | 5   | 4R  | Ab    | 7   | N/A | N/A | —    | —    |
| 1955                                             | 250F       | Maserati 250F1 2,5 L6                        | P    | Carlos Menditéguy     | Ab   |      |      |     |     |       | 5   | N/A | N/A | —    | —    |
| 1955                                             | 250F       | Maserati 250F1 2,5 L6                        | P    | Clemar Bucci          | Ab   |      |      |     |     |       |     | N/A | N/A | —    | —    |
| 1955                                             | 250F       | Maserati 250F1 2,5 L6                        | P    | Cesare Perdisa        |      | 3    |      | 8   |     |       |     | N/A | N/A | —    | —    |
| 1955                                             | 250F       | Maserati 250F1 2,5 L6                        | P    | André Simon           |      |      |      |     |     | Ab    |     | N/A | N/A | —    | —    |
| 1955                                             | 250F       | Maserati 250F1 2,5 L6                        | P    | Peter Collins         |      |      |      |     |     |       | Ab  | N/A | N/A | —    | —    |
| 1955                                             | 250F       | Maserati 250F1 2,5 L6                        | P    | Horace Gould          |      |      |      |     |     |       | Ab  | N/A | N/A | —    | —    |
| 1956                                             | 250F       | Maserati 250F1 2,5 L6                        | P    |                       | ARG  | MCO  | 500  | BEL | FRA | GBR   | DEU | ITA | N/A | —    | —    |
| 1956                                             | 250F       | Maserati 250F1 2,5 L6                        | P    | Jean Behra            | 2    | 3    |      | 6   | 3   | 3     | 3   | Ab  | N/A | —    | —    |
| 1956                                             | 250F       | Maserati 250F1 2,5 L6                        | P    | Stirling Moss         | Ab   | 1    |      | 3R  | 5   | AbP R | 2   | 1R  | N/A | —    | —    |
| 1956                                             | 250F       | Maserati 250F1 2,5 L6                        | P    | Luigi Piotti          | Ab   |      |      |     |     |       |     |     | N/A | —    | —    |
| 1956                                             | 250F       | Maserati 250F1 2,5 L6                        | P    | Gerino Gerini         | 4    |      |      |     |     |       |     |     | N/A | —    | —    |
| 1956                                             | 250F       | Maserati 250F1 2,5 L6                        | P    | Chico Landi           | 4    |      |      |     |     |       |     |     | N/A | —    | —    |
| 1956                                             | 250F       | Maserati 250F1 2,5 L6                        | P    | Carlos Menditéguy     | Ab   |      |      |     |     |       |     |     | N/A | —    | —    |
| 1956                                             | 250F       | Maserati 250F1 2,5 L6                        | P    | José Froilán González | Ab   |      |      |     |     |       |     |     | N/A | —    | —    |
| 1956                                             | 250F       | Maserati 250F1 2,5 L6                        | P    | Cesare Perdisa        |      | 7    |      | 3   | 5   | 7     | Ab  |     | N/A | —    | —    |
| 1956                                             | 250F       | Maserati 250F1 2,5 L6                        | P    | Paco Godia            |      |      |      | Ab  | 7   | 8     | 4   | 4   | N/A | —    | —    |
| 1956                                             | 250F       | Maserati 250F1 2,5 L6                        | P    | Piero Taruffi         |      |      |      |     | Ab  |       |     |     | N/A | —    | —    |
| 1956                                             | 250F       | Maserati 250F1 2,5 L6                        | P    | Umberto Maglioli      |      |      |      |     |     |       | Ab  | Ab  | N/A | —    | —    |
| 1956                                             | 250F       | Maserati 250F1 2,5 L6                        | P    | Luigi Villoresi       |      |      |      |     |     |       |     | Ab  | N/A | —    | —    |
| 1956                                             | 250F       | Maserati 250F1 2,5 L6                        | P    | Jo Bonnier            |      |      |      |     |     |       |     | Ab  | N/A | —    | —    |
| 1957                                             | 250F       | Maserati 250F1 2,5 L6 Maserati 250F1 2,5 V12 | P    |                       | ARG  | MCO  | 500  | FRA | GBR | DEU   | PES | ITA | N/A | —    | —    |
| 1957                                             | 250F       | Maserati 250F1 2,5 L6 Maserati 250F1 2,5 V12 | P    | Juan Manuel Fangio    | 1    | 1P R |      | 1P  | Ab  | 1P R  | 2P  | 2   | N/A | —    | —    |
| 1957                                             | 250F       | Maserati 250F1 2,5 L6 Maserati 250F1 2,5 V12 | P    | Jean Behra            | 2    |      |      | 6   | Ab  | 6     | Ab  | Ab  | N/A | —    | —    |
| 1957                                             | 250F       | Maserati 250F1 2,5 L6 Maserati 250F1 2,5 V12 | P    | Carlos Menditéguy     | 3    | Ab   |      | Ab  | Ab  |       |     |     | N/A | —    | —    |
| 1957                                             | 250F       | Maserati 250F1 2,5 L6 Maserati 250F1 2,5 V12 | P    | Stirling Moss         | 8P R |      |      |     |     |       |     |     | N/A | —    | —    |
| 1957                                             | 250F       | Maserati 250F1 2,5 L6 Maserati 250F1 2,5 V12 | P    | Harry Schell          |      | Ab   |      | 5   | Ab  | 7     | 3   | 5   | N/A | —    | —    |
| 1957                                             | 250F       | Maserati 250F1 2,5 L6 Maserati 250F1 2,5 V12 | P    | Giorgio Scarlatti     |      | Ab   |      |     |     | 10    | 6   | 5   | N/A | —    | —    |
| 1957                                             | 250F       | Maserati 250F1 2,5 L6 Maserati 250F1 2,5 V12 | P    | Hans Herrmann         |      | NSC  |      |     |     |       |     |     | N/A | —    | —    |
| Sursa:                                           |            |                                              |      |                       |      |      |      |     |     |       |     |     |     |      |      |

Note
- ^1 – Campionatul Mondial al Constructorilor nu exista înainte de 1958.